# Кье
Кье (фр. Quié) — коммуна во Франции, находится в регионе Юг — Пиренеи. Департамент коммуны — Арьеж. Входит в состав кантона Тараскон-сюр-Арьеж. Округ коммуны — Фуа.
Код INSEE коммуны — 09240.

## Население
Население коммуны на 2008 год составляло 325 человек.
| 1962 | 1968 | 1975 | 1982 | 1990 | 1999 | 2008 |
| ---- | ---- | ---- | ---- | ---- | ---- | ---- |
| 297  | 382  | 421  | 411  | 387  | 346  | 325  |

## Экономика
В 2007 году среди 199 человек в трудоспособном возрасте (15—64 лет) 134 были экономически активными, 65 — неактивными (показатель активности — 67,3 %, в 1999 году было 62,3 %). Из 134 активных работали 120 человек (64 мужчины и 56 женщин), безработных было 14 (7 мужчин и 7 женщин). Среди 65 неактивных 9 человек были учениками или студентами, 28 — пенсионерами, 28 были неактивными по другим причинам.